# Silvia Andrea

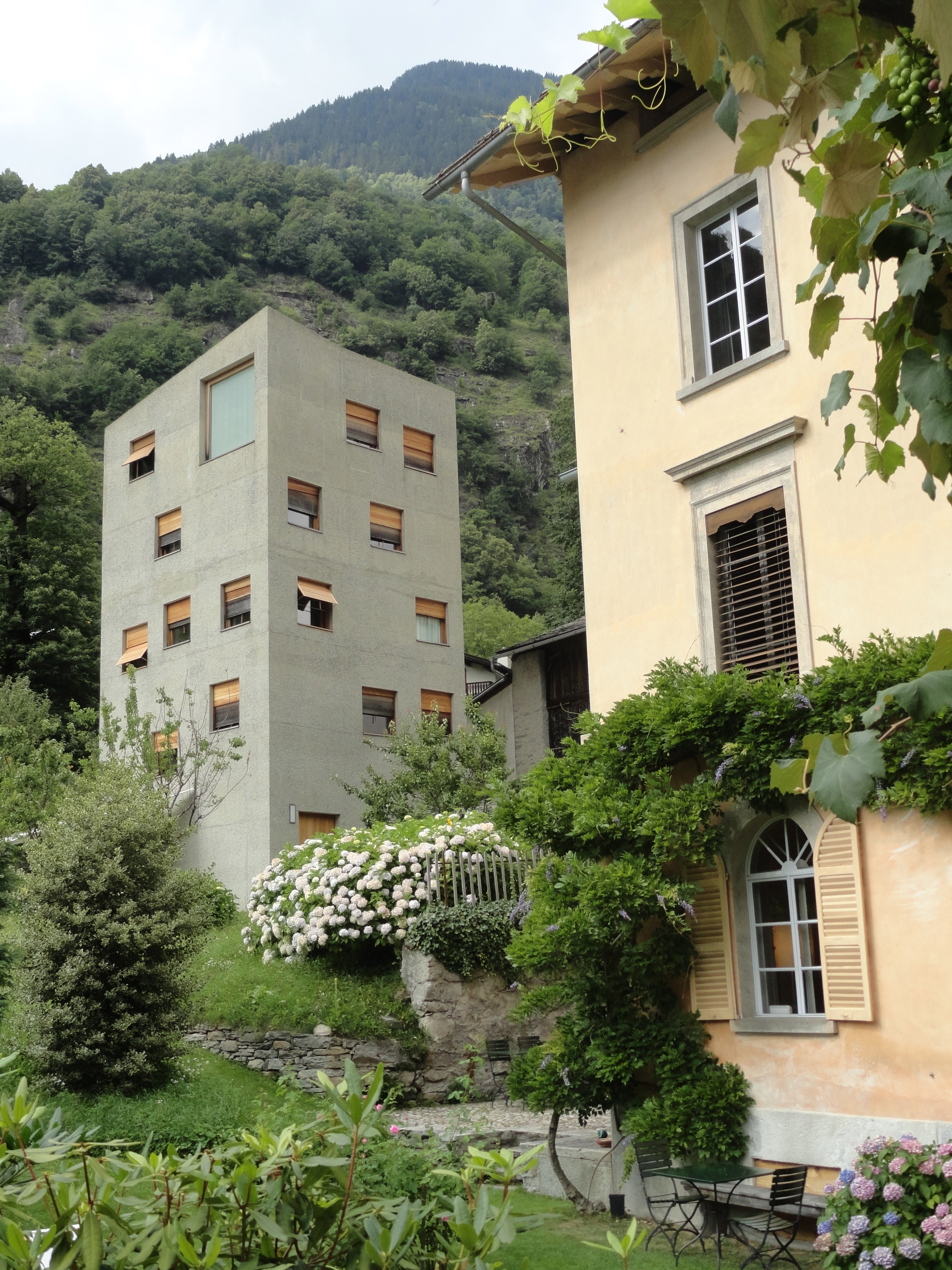
A Villa Garbald (jobb oldalon)

Silvia Andrea, eredeti név:  Johanna Garbald-Gredig (Zuoz, Oberengadin, 1840. március 20. vagy március 22. - Castasegna, Bergell, 1935. március 4.) svájci írónő

## Élete
Rétoromán származású volt. Alapfokú iskoláit szülőfaluja iskolájában végezte, itt tanulta meg a német nyelv alapjait az iskola tanárától Thomas Gredigtől, aki Andrea apja volt. Thomas Gredig maga is komoly tevékenységet fejtett ki a rétoromán nyelv megőrzése érdekében.Később egy Chur-i leányiskola növendéke lett, ahol sokat foglalkozott a német irodalommal. 1861-ben feleségül ment Agostino Garbald vámszedőhöz (1828-1909), s a bergelli Castasegnába költözött. Házassága a korban szokatlanul emancipált volt. Az első 16 évben nem született gyermekük, s ő teljesen a továbbtanulásnak és az irodalomnak szentelte magát. Első gyermeke, Andrea 1877-ben született, őt követte Margherita 1880-ban, végül Augusto 1881-ben. Legtöbb munkája ebből a korai, gyermektelen időszakból származik, de később, már három gyermekes anyaként is íróként tevékenykedett. Rétoromán anyanyelve ellenére kizárólag németül alkotott, néhány munkáját olaszra és rétorománra is lefordították. Ismertebb műve a Wilhelm Tell prózai változata (1891), amely női alakokkal, novellákkal, versbetétekkel bővítette az eredetit. Ismeretségben állt Joseph Victor Widmann íróval.
A Castasegnában található Villa Garbaldot Gottfried Semper építész tervezte a Garbald házaspár megbízásából, ez az egyetlen általa tervezett épület az Alpoktól délre. Ma modern bővítéssel az ETH Zürich konferencia- és szemináriumi központja.

## Válogatott munkái
- Faustine. Roman, Vogel, Glarus 1889.
- Wilhelm Tell. Historische Erzählung, dem Schweizervolke zur Bundesfeier gewidmet. Frauenfeld 1891.
- Das Bergell. Wanderungen in der Landschaft und ihrer Geschichte. Huber, Frauenfeld 1901.
- Die Rhätierin; Ein Apostel. Zwei Erzählungen aus Graubündens Vergangenheit. W. Schäfer, Schkeuditz 1905.
- Violanta Prevosti. Geschichtlicher Roman. Huber, Frauenfeld 1905.
- Wir und unsere Lieblinge. Huber, Frauenfeld 1914.
- Die Rüfe. Eine Erzählung. Huber, Frauenfeld 1927.

## Fordítás
- Ez a szócikk részben vagy egészben  a   Silvia Andrea című német Wikipédia-szócikk ezen változatának fordításán alapul.  Az eredeti cikk szerkesztőit annak laptörténete sorolja fel. Ez a jelzés csupán a megfogalmazás eredetét és a szerzői jogokat jelzi, nem szolgál a cikkben szereplő információk forrásmegjelöléseként.